# Dika Newlin
Dika Newlin (22 de Noviembre, 1923–  22 de Julio, 2006) fue un compositora, pianista, profesora, musicóloga, y  cantante de punk-rock.  Recibió un doctorado de la Universidad de Columbia con tan solo 22 años. Fue una de las últimas alumnas  de Arnold Schoenberg, una experta sobre Schoenberg  y profesora en  Universidad de la Mancomunidad de Virginia en Richmond del 1978 hasta 2004. Actuó como una imitadora de Elvis y fue cantante de punk-rock en los años setenta en Richmond, Virginia.
Hay un documental sobre ella: DIka: Murder City .

## Biografía
Dika Newlin nació en Portland, Oregón. Su nombre estuvo escogido por su madre y  hace referencia a una Amazona presente en los poemas de Sappho . Sus padres eran profesores y, ella y su familia, se mudaron a East Lansing, Michigan,  para que su padre pudiese enseñar inglés en la  Universidad Estatal de Michigan. Ninguno de sus padres era músico , pero su abuela  fue profesora de piano  y su tío compositor. Newlin fue capaz de leer un diccionario con tan solo 3 años , y empezó sus lecciones de piano con 6 con, de la mano de Arthur Farwell. Su interés por la composición empezó des de bien pequeña, haciendo que a los 8 años escribiese  una pieza sinfónica, Canción de Cuna, la cual estuvo añadida al repertorio del  director Vladimir Bakaleinikoff (director de la Orquesta Sinfónica de Cincinnati) que fue interpretada tres años más tarde por dicha orquesta. Unos cuantos años más tarde, en 1941, la obra fue interpretada en Nueva York por  el niño prodigio Lorin Maazel, con tan solo 11 años,  en el podio de la Sinfonía de Verano de NBC. Bakaleinikoff estaba impresionado por su capacidad de compositiva y la animó para continuar estudiando con Arnold Schoenberg, según se dice diciendo a sus padres que " Tiene que ir a estudiar con Schoenberg ahora. Es justo el momento justo ... Háganlo por el bien de música americana!"

## Educación
Newlin empezó su educación primaria con 5 años y terminó con tan solo 8 años. Se graduó en el  instituto con 12 años y fue admitida  en la  Universidad Estatal de Míchigan, donde sus padres eran profesores. En su primer año, se matriculó en la  Universidad de California en Los Ángeles, donde Schoenberg enseñaba por aquel entonces. Regresó al Estado de Míchigan en 1939, donde se graduó  en Literatura francesa con 16 años. Después  regresó a Los Ángeles para continuar sus estudios con Schoenberg, acompañada por su madre debido a que era muy joven.
Newlin escribió  un diario de sus estudios con Schoenberg, al que bautizó como "Tío Arnold." Publicó el diario en 1980 bajo el nombre de Schoenberg Remembered: Diaries and Recollections (1938-76) . Una entrada en el diario cuenta como Schoenberg criticó un cuarteto de cuerda que escribió diciendo que era  "demasiado pianístico." Después de que ella  reconociese que no era el mejor que había escrito, Schoenberg  le respondió: "No, no es el mejor, ni incluso el segundo mejor—quizá es el cincuenteno mejor, puede ser?"
Acabó su master en 1941, y entonces fue a la Universidad de Columbia  con la intención de doctorarse. Recibió el primer doctorado que otorgaba  la Universidad de Columbia  en musicología en el 1945, a la edad 22.  La tesis doctoral de Newlin fue publicada en 1947, como un libro, bajo el título Bruckner, Mahler, Schoenberg. Una versión revisada y expandida fue publicada por W.W. Norton, Nueva York, en 1978. Mientras ,en Columbia , estudió con Roger Sessions, Artur Schnabel, y Rudolf Serkin, entre otros.. El supervisor de su tesis fue Paul Henry Lang , quien también era el jefe de departamento de la universidad por aquel entonces. Como dijo Newlin , "Paul no era fanático de Mahler, Bruckner o Schoenberg, pero fue  bastante objetivo para supervisar una tesis de una estudiante sobre ellos ".

## Carrera académica y musical
Después de recibir su doctorado, Newlin enseñó en la Universidad de Maryland y después en la Universidad de Siracusa. Regresó  para trabajar con Schoenberg en los veranos de 1949 y 1950, y alrededor de ese tiempo,  decidió escribir la biografía de Schoenberg y recibió una subvención del  Programa Fulbright  para investigar los años de Schoenberg en Viena. Estuvo un  año en Austria, y también en París, como catedátrica en música americana. Realizó grabaciones con el violista Michael Mann. También interpretó la parte de piano de su Trío de Piano, op. 2 en Salzburg en el 1952, en el Festival de la Sociedad Internacional para Música Contemporánea.
Después de regresar a los Estados Unidos,  fundó el departamento de música de Universidad de Drew, donde  enseñó hasta el año 1965. Se fue a la Universidad del Norte de Texas , donde enseñó hasta que 1973, que fue cuándo se fue a la  Universidad Estatal de Montclair para dirigir el Laboratorio de Música Electrónica. En 1976,  dimitió y decidió tomarse dos años para escribir  y componer. En 1978 trabajó en la  Universidad de la Mancomunidad de Virginia para desarrollar un nuevo doctorado en música.
Newlin, quien fue parte del último alumnado superviviente de Schoenberg, fue "una de los pioneras en investigación sobre Schoenberg  en América," según Dr. Sabine Feisst,  profesor de musicología en la Universidad Estatal de Arizona. Newlin escribió una biografía de Schoenberg para la Encyclopædia Britannica, además de muchos otros artículos y traducciones relacionados con temas musicales.
Sus intereses incluían música electrónica, teatro musical experimental y multimedia, y estuvo activamente implicada en estas áreas como compositora, profesora y ejecutante. Las composiciones de Newlin incluyen tres óperas, canciones, una sinfonía para coro y orquesta, un concierto de piano, una sinfonía para orquesta de cámara, y numerosas obras para formaciones de cámara, tanto vocales como trabajos mixtos.
Newlin tradujo muchos de los trabajos de Schoenberg del alemán al inglés. Newlin cantó en Pierrot Lunaire, una de las obras más conocidas de Schoenberg, la cual tradujo al inglés, en Lubbock (Texas) en el año 1999.

### Etapa como punk-rocker
A mediados de los 80, Newlin empezó su faceta como punk-rocker , y se vestía  con ropa de cuero y llevaba cabello naranja brillante.  En este tiempo, apareció en películas de terror de  Richmond productor Michael D. Moore. En 1995 película la película Creep, dirigida por Tim Ritter interpreta a  una persona que lleva una chaqueta de cuero y es motorista, la cual pone veneno en la comida para bebés en el supermercado.

Aquel año mismo, Moore dirigió el documental sobre Newlin, que  tituló Dika: Murder City(Dika: Ciudad de Asesinato).  El título proviene de una canción que Newlin había interpretado en su solo "cabaret",  unos cuantos años antes de que se hiciese popular gracias a su banda llamada ApoCowLypso, formada en 1985, con compositores y cantantez que eran amigos suyos, como Brooke Saunders y Manko Eponymous así como Hunter Duke en la batería. Con Apocowlypso Newlin actuaba tanto de cantante, coralista y percusionista (washboard, pandereta, campanas de templo) en sus peculiares espectáculos en vivo  y en el único casete,  EP "Carne el Apocowlypso, el single " Electronic Preacher/Richmond  Flood" , y la grabación "Let it Was"..Después de tener hasta 20 bajistas distintos en el poco tiempo que existió la banda, los miembros de Apocowlypso tomaron caminos separados en 1988, con el fin de iniciar otros proyectos personales.
Newlin aparece actuando con la banda  Gwar, en la película Skulhedface, en 1994.

## Miscelánea
En 1939, el diario New York Herald Tribune, escribió que Dika Newlin tuvo la mayor calificación de coeficiente intelectual que cualquier otro estudiante de la Universidad Estatal de Michigan en el tiempo que ella estuvo estudiando ahí.
El 13 de agosto de 1964, Newlin estaba en Londres para la estrena de la conocida e inacabada  Sinfonía nº10 de G.Mahler, preparada por Deryck Cooke.Después de la gala,  presentó a Deryck Cooke con Kilenyi Mahler Medalla de la  Sociedad de Americana de Bruckner .
Newlin posó para un calendario pin-up en los años setenta.
Los reporteros que la entrevistaron en su casa, se fijaron en que  había una armadura de un traje medieval en el suelo de su habitación.
Durante los 80s y 90s, Dika Newlin podia ser vista a menudo en Richmond cargando sus papeles y otras pertenencias a lo largo de Grace Street, una calle comercial, mientras iba de su trabajo de enseñanza en VCU a su trabajo de columnista en el diario de Richmond, que se encontraba a unos 12 bloques de distancia.  Normalmente vestía con un vestido y un pintalabios rojo, y la veías al final de paseo respirando con dificultades.
Esta divertida imagen, presente en estos paseos diarios, causaron que se la apodara  "  La señora de Bolsa de Música". [La cita es requerida]
Newlin falleció en Richmond, Virginia,el 30 de junio de 2006,  debido a unas complicaciones de un accidente en el cual se rompió el brazo. .

## Publicaciones de Dika Newlin
- Bruckner, Mahler, Schoenberg (1938-1941).
- Schoenberg Remebered: Diaries and Recollections (1938-1976). New York: Pendragon Press (1980).
- A Final Musical Testament. The New Leader (14-09-1964).